# Auburn (Michigan)
Auburn is een plaats (city) in de Amerikaanse staat Michigan, en valt bestuurlijk gezien onder Bay County.

## Demografie
Bij de volkstelling in 2000 werd het aantal inwoners vastgesteld op 2011.
In 2006 is het aantal inwoners door het United States Census Bureau geschat op 2050, een stijging van 39 (1,9%).

## Geografie
Volgens het United States Census Bureau beslaat de plaats een oppervlakte van
2,6 km², geheel bestaande uit land. Auburn ligt op ongeveer 188 m boven zeeniveau.

## Plaatsen in de nabije omgeving
De onderstaande figuur toont nabijgelegen plaatsen in een straal van 20 km rond Auburn.